# Píritu (Falcón)
Píritu is een van de 25 gemeenten in de Venezolaanse staat Falcón. De gemeente telt 10.100 inwoners. De hoofdplaats is de stad Píritu met haar 7500 inwoners.